# The Carter Family
The Carter Family fue uno de los grupos estadounidenses más influyentes en la historia de la música folk entre los años 1927 y 1956. Su música ha tenido un profundo impacto en estilos como el bluegrass, country, southern gospel, pop y rock, así como en el resurgimiento del folk en los EE. UU. en la década de 1960. Fue el primer grupo vocal en ser una estrella de la música country. Canciones como "Wabash Cannonball", "Can the Circle Be Unbroken", "Wildwood Flower" o "Keep On the Sunny Side" llegaron a convertirse en verdaderos modelos para la música country.
Originalmente, el grupo fue formado por Sara Dougherty Carter (1898-1979) , su esposo Alvin Pleasant "A.P." Delaney Carter (1891-1960) y su hermana Maybelle Addington Carter (1909-1978). El característico e innovador estilo de la guitarra de Maybelle se convirtió en un sello distintivo del grupo.

## Historia

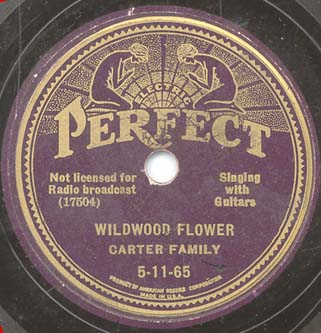
Wildwood Flower, 1928.

The Carter Family hizo sus primeras grabaciones el 1 de agosto de 1927. A.P. había convencido a Sara y Maybelle el día anterior para hacer el viaje desde Maces Spring en Virginia, a Bristol, Tennessee, para grabar con el productor Ralph Peer, que buscaba nuevos talentos para una industria aún en estado embrionario. Recibieron 50$ por cada canción que grabaron. 
En el otoño de 1927 publicaron una grabación de doble cara a 78 rpm con los temas "Wandering Boy" y "Poor Orphan Child". Al año siguiente se publicaría otra nueva grabación con los temas "The Storms Are on the Ocean" y "Single Girl, Married Girl" con notable éxito. Su popularidad en Estados Unidos iría en aumento año tras año hasta alcanzar los 300.000 discos vendidos a finales de 1930.

## Segunda generación
En el invierno de 1938-1939, la Familia Carter viajó a Texas, donde tenían dos veces al día un programa en la cadena de radio XERA (más tarde XERF) en Villa Acuña, la actual Acuña, Coahuila en México, junto a la frontera de Del Río, Texas. En la temporada 1939-40, June Carter se unió al grupo, que se trasladó ahora a San Antonio, donde los programas eran pregrabados y distribuidos a multitud de estaciones de radio del país. En el otoño de 1942, los Carter trasladaron a su programa de radio a la WBT en Charlotte, Carolina del Norte, con un contrato de un año. Ellos ocuparon la franja horaria de la salida del sol, entre las 5:15 y 6:15 horas de la mañana.[cita requerida]
En 1943, Sara se separa de A.P. para casarse con un primo de éste y trasladarse a California, con lo que el grupo se disuelve. Ese mismo año, Maybelle formó las "Mother Maybelle and the Carter Sisters" con sus hijas
Anita, June, posteriormente esposa de Johnny Cash, y Helen. Sus canciones serían interpretadas años más tarde por artistas tan renombrados como Joan Baez, Pete Seeger o Bob Dylan.[cita requerida]
Los Carter fueron elegidos para el Country Music Hall of Fame en 1970, otorgándoles el apodo de "The First Family of Country Music". En 1988, la Familia Carter fue incluida en el Grammy Hall of Fame, y recibió el premio por su canción "Will the Circle Be Unbroken". En 1993, el Servicio Postal de los Estados Unidos emitió un sello conmemorativo en honor de AP, Sara y Maybelle. En el 2005, el grupo obtuvo el Grammy Lifetime Achievement Award. Ese mismo año, se le dedicó una película a Johnny Cash y a June Carter, llamada Walk the Line, protagonizada por Reese Witherspoon, quien interpretó a June Carter y ganó el Oscar a mejor actriz. Joaquín Phoenix interpretó a Johnny Cash.[cita requerida]